# تیست فان خستل
تیست فان خستل (انگلیسی: Tiest van Gestel; ۲۹ مارس ۱۸۸۱ – ۹ فوریهٔ ۱۹۶۹) کماندار اهل هلند بود.